# ウォッカ

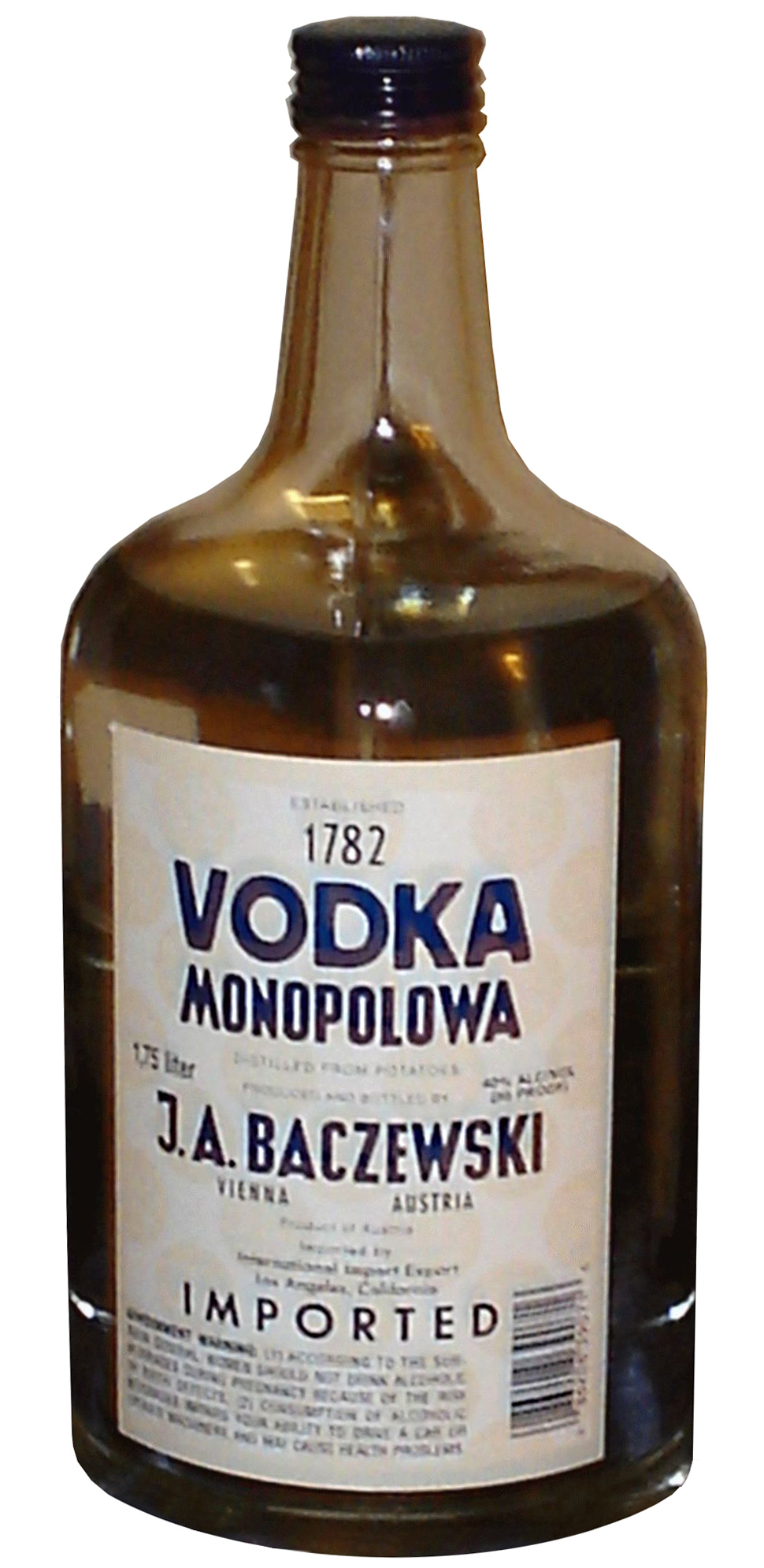
アメリカ向けに輸出された、ポーランド発祥ブランド・オーストリア製のウォツカ

ウォッカ（ロシア語: водка ヴォートカ、ポーランド語: wódka ヴートカ、リトアニア語: degtinė デグティネ、ウクライナ語: горілка ホリルカ、英語: vodka）は、蒸留酒である。穀物を原料とし、発酵、蒸留することによって作られる。成分は水とエタノールで、不純物をほとんど含まない。無色透明で雑味がないことが特徴である。カクテルの材料としても使われてきた。

## 概要

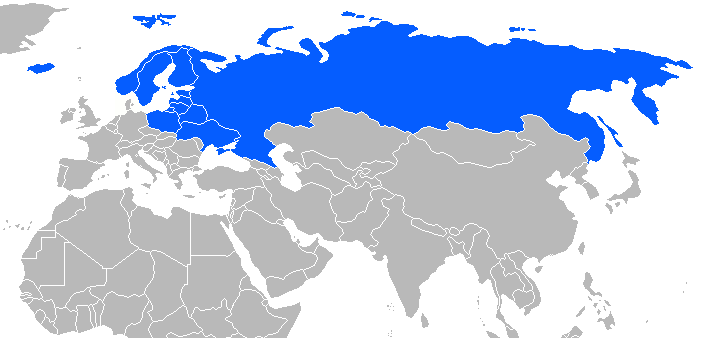
ウォッカが主体、生産・消費量が高い国

日本の酒税法上はスピリッツに分類される。大麦、小麦、ライ麦、ジャガイモなど穀物を原材料とし、蒸留後、白樺の炭で濾過して作る。このため、エタノール成分を除けばほぼ無味無臭無色である。ただし、フレーバー（フレーバード、フレイバード）・ウォッカのように、香味が付けられているものも存在する。
日本語では「ヴォトカ」「ウォトカ」「ウォツカ」「ウオッカ」「ウオツカ」とも片仮名表記される。名称中の「ツ/ッ」は本来は促音ではないが、促音と誤読された結果「ッ」の表記が定着した。同様の例としてカムチャツカ、アルコホル (Alcohol) が挙げられる。ウォッカとは、ロシアなどでは単に「蒸留酒」を表す一般名詞であり、ロシアの少数民族で飲まれていたような蒸留酒も、ロシア語ではすべて「ウォッカ」と区分されている。スラヴ諸語においては、ウォッカは「水」を意味する単語「вода (voda)」に指小辞を付したものである。同じ欧州の蒸留酒のウイスキーやアクアビットと同様、中世の錬金術師が蒸留酒の製法を確立し「命の水（アクア・ウィタエ）｣と称したものが源流である。
ロシア・東欧圏では「混ぜ物をして（＝割り材で薄めて）ウォッカを飲む」のは邪道とされている。一方、それ以外の国では、カクテルの材料の一つとして他の飲料と混ぜて飲むことが多い。中欧のポーランドではウォッカをミネラルウォーターや果汁で割ることが、昔から行われている。ウォッカの原酒に当たる中性スピリッツほぼそのものであるスピリタスも、ストレートでは喉や消化器を傷めるため、割って飲むことが前提である。
現代の大半のウォッカの銘柄の成分は、ほとんどが水とエタノールであるため癖が少ない。これは近代に濾過と蒸留を繰り返す手法がロシア帝国で定着し、周辺国に広まったからである。蒸留で得られる限界のアルコール度数96度まで濃縮した中性スピリッツを水で希釈して、ウォッカとして瓶詰めする方法が広く採られている。この方法を用いると癖のない、透明感のある味や香りになる。
一方で、ポーランドのウォッカの中には、アラブ世界から蒸留酒が伝わった中世前期以来の伝統的な製法を守っている銘柄もある。ウィスキーやビールと同じく発芽した麦（モルト）の酵素を用いて麦汁を作り、中性スピリッツになるまでは蒸留せず、適度なアルコール度数まで蒸留したところで蒸留工程を終了し、そのまま瓶詰めする。モルト（麦芽）ウイスキーが主に大麦モルトを用いて作られるのに対して、ポーリッシュ（ポーランド）ウォッカのうち、伝統的製法によって作られた製品がライ麦モルトを用いて作られるのが主な違いとなる。このようなウォッカは原料のライ麦の癖のある香りと多少のエグ味があるため、慣れていないと不快に感じるが、通はこれを好む。
かつてはアルコール度数98度のウォッカも存在していたが現在は作られていない。現在発売中の酒で最も強い度数を誇るのは、スピリタスの96度である。日本などではスピリタスはウォッカの一種と見られているが、ポーランドではスピリタス・レクティフィコヴァニ類（中性スピリッツの別名）としてウォッカ類とは別の酒類として登録される。

## 歴史

### ロシア
ロシアでのウォッカの起源には諸説ある。古いものでは12世紀頃からロシアの地酒を元に作られるようになったという説や、ルーシ時代の果実酒が元になったという説もある。ドミトリー・ドンスコイ大公の治世である、14世紀終盤の1386年、ジェノアの大使によってブドウを原料にした「命の水」と呼ばれる蒸留酒が最初に紹介された。このころ「命の水」はイギリスやアイルランドにも伝わり、のちにウイスキーとなった。スカンジナヴィアではアクアビットとなり、フランスではオー・ド・ヴィーとなり、そしてロシアでは15世紀半ばにライ麦を原料とした「ジーズネンナヤ・ヴァダー」と呼ばれる酒になった。これを略した「ヴァダー」もウォッカの語源の一つと考えられる。
18世紀にはウォッカの種類が増えて醸造技術が高まり、西ヨーロッパでも評価されるようになった。1794年に白樺の活性炭でウォッカを濾過する製法が開発されて以降、ウォッカは「クセの少ない酒」という個性を確立する。香草や果実などを使ったフレーバーウォッカも作られるようになった。
1917年のロシア革命により、モスクワのウォッカ製造会社社長ウラジーミル・スミルノフがフランスに亡命。亡命先のパリで、ロシア国外では初めてウォッカの製造・販売を始めた。このスミルノフの工場に1933年、ロシアからアメリカ合衆国に亡命していたルドルフ・クネットが訪れた。クネットはアメリカとカナダにおけるスミノフ・ウォッカの製造権と商標権を買い取って帰国。以後、アメリカ産ウォッカの製造が始まり、アメリカは世界屈指のウォッカ消費国となる。
第二次世界大戦でソ連は兵士の士気向上のため、前線の兵士にウォッカが支給された。冬戦争時にクリメント・ヴォロシーロフが考案したのが始まりだと言われている。これに合わせて一日100gのウォッカが支給された。冬戦争終戦のためこの制度は廃止されたが、独ソ戦では同じく一日100gが支給されていた。兵士にとってウォッカはストレス解消や、凍死を防ぐ必要不可欠なものだった。しかし1942年5月に、大きな戦果を上げた兵士にだけに与えられるよう変更され、分量も200gに増量されたが、同じ年の11月には従来のものに戻った。また後方の兵士や、予備役には50gが支給された。
ドイツ降伏後、この制度は廃止されたが、アルコール中毒に陥る兵士が増加した。
ソビエト連邦時代、経済の停滞や政治・言論活動の不自由に対する不満から、多数の国民がウォッカ中毒に陥った。そのためソ連の指導者ミハイル・ゴルバチョフはペレストロイカの一環でウォッカの製造を削減した。しかし国民はウォッカを求め、自宅で密造酒を作りだしたため、効果は薄く、却って貴重な税収である酒税が落ち込み、ソ連は財政難に陥った。またウォッカを密造するには砂糖が必要なため、多くの商店が砂糖不足になった。
ソビエト連邦の崩壊による政治・社会的混乱や生活苦により、ロシア人のウォッカによるアルコール依存症は、より深刻になり、平均寿命短縮や自殺増加を招いた。ソ連時代からその崩壊直後にかけての、ロシア人や一部の政治家（ロシア連邦初代大統領のボリス・エリツィンなど）のウォッカ好きとそれによる泥酔ぶりは、しばしば自嘲的なアネクドート（小噺・ジョーク）の題材になるほどだった。
その後、プーチン政権下でロシア連邦の民生は安定し、ロシア人は自らの人生や国家・社会に対して自信を抱き、健康志向を強めた。ロシア国家統計庁によると、1人当たりウォッカ類消費量（リキュールを含む）は1999年の15.2リットルから2015年には6.6リットルへと減少。一時は58 - 59歳代に落ち込んだロシア国民男性の平均寿命は66.5歳（2016年）へ上昇した。プーチン大統領は酒をほとんど飲まず「酒と煙草は国難」と発言。プーチン政権下の2012 - 2013年には、夜間の酒類販売やウォッカの広告が禁止された。

### ポーランド

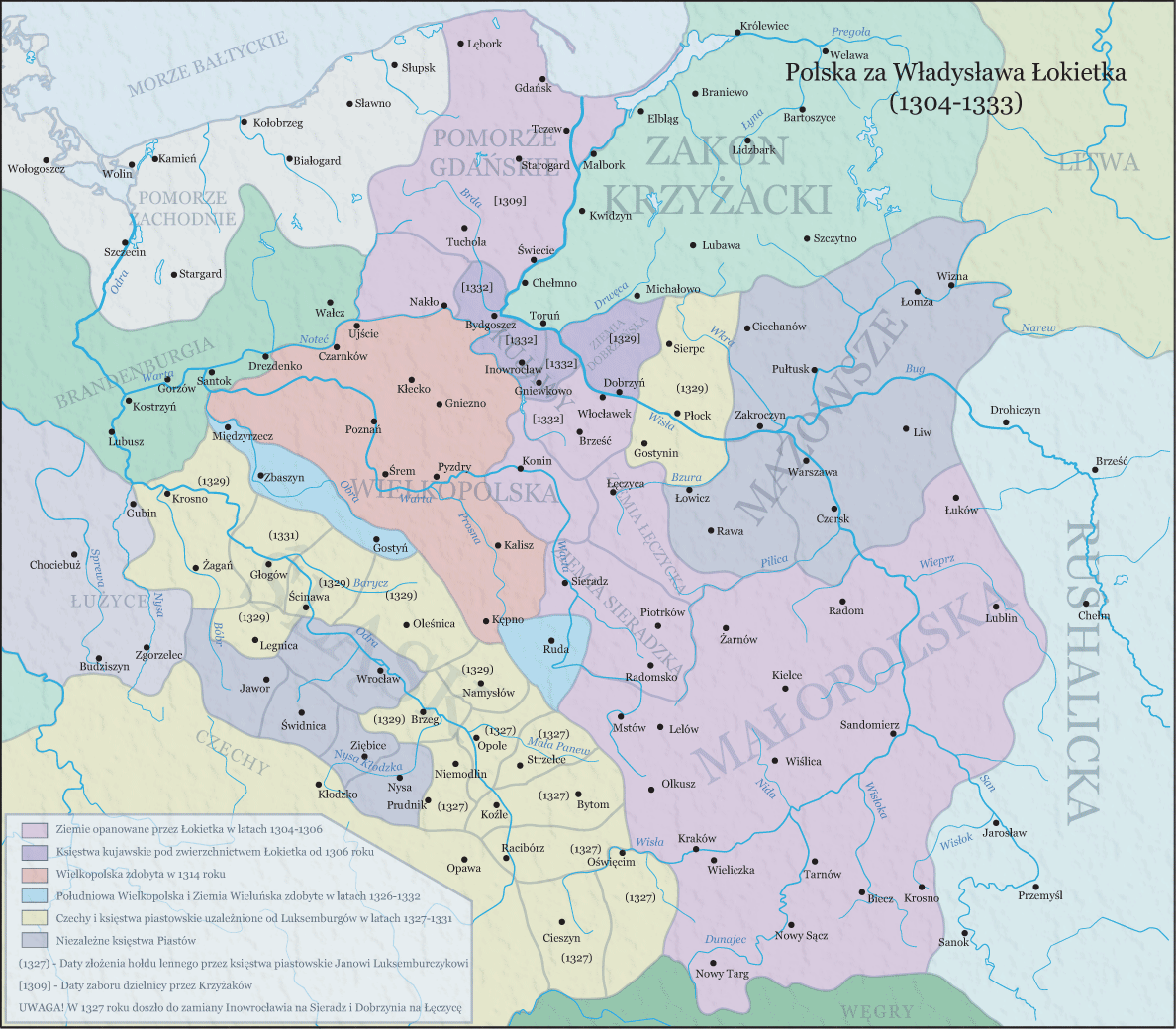
14世紀前期 - 中期のポーランドとその勢力圏

蒸留酒は中世前期に交易などを通じてアラビアからヨーロッパ各地に伝わったものと考えられている。ウォッカという名称がいつできたのは定かではないが、中世盛期と推測される。「ウォッカ」という言葉が初めて文献に登場するのは中世後期初頭の1405年のことで、ポーランドのサンドミェシュ市裁判所の公文書（Akta Grodzka）にその名がある。当時はポーランド語では消毒剤のウォッカは「ウォッカ」（ヴトゥカ）、「飲用としてのウォッカと同じものは「ゴシャウカ」（当時のポーランド語で「焼けるようにからい（お酒）」の意味）と、別々の名称で呼ばれていたが、この2つは消毒薬・嗜好品という具合に用途が異なるだけで実は同じものである。まとめてラテン語でaqua vitae（アクア・ヴィテ、「命の水」の意）と呼ばれていた。またこれが訛ってoko-wita（オコ・ヴィタ）とも呼ばれていた。この「命の水」の製造法は既に中世前期の8-9世紀にはポーランドに伝わったようで、陸上交易の隊商等によってアラビアからもたらされたものとみられている。
アクア・ヴィテのポーランド語訳であるwoda życia（ヴォーダ・ジチャ）から「水」の意味を持つwoda（ヴォーダ）を「ちっちゃな…ちゃん」の意味を付加する指小形で「ちっちゃな水ちゃん」の意味のwódka（ヴトゥカ、または、ヴートゥカ）の語ができた。

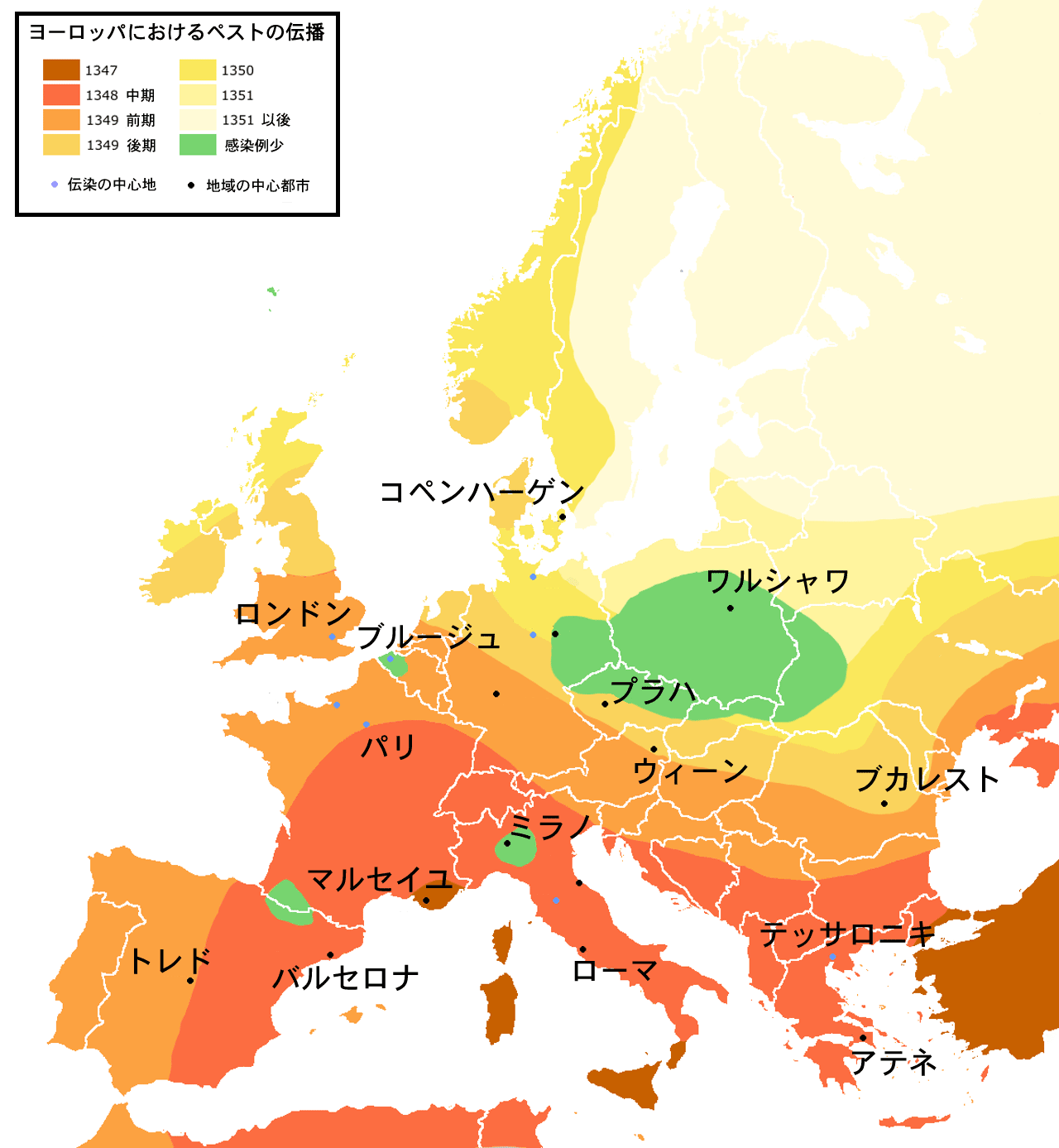
ヨーロッパにおけるペストの伝播

アクア・ヴィテ、すなわちエタノールおよびその蒸留法はアラビアから持ち込まれたものとみられるが、アラビアでは原則として享楽のための飲酒という習慣はない。ポーランドではアラビアのようにアクア・ヴィテを消毒剤、体臭予防剤、皮膚感染症の予防・治療剤、気つけ薬として使用する習慣が広く一般に定着した。このようにエタノール液を消毒剤として用いる習慣もあって、14世紀ヨーロッパの大ペスト禍のとき当時のポーランド、およびその勢力圏ではペストが流行しなかった。現在のポーランドでもウォッカ（すなわちアクア・ヴィテ）を消毒、体臭の予防、皮膚感染症の予防や治療、気つけに利用するが、通常のウォッカよりもはるかにアルコール度数の高いスピリタスが広く使われる。ポーランドでは、スピリタスはこのように薬品（エタノール液）として利用するか、水割りやカクテルのベースとして利用するのが普通で、そのまま飲むことはしない。
中世盛期から後期にかけてのヨーロッパは温暖期で、その当時は穀物やブドウがよく栽培されていたポーランド文化圏ではウォッカ（当時は飲用のウォッカはゴシャウカと呼ばれた）よりもビールやワインが主流の酒であったが、いっぽうロシアの文化圏ではウォッカに相当する強い蒸留酒が主流となった。17世紀ごろからヨーロッパの気候は寒冷化し、ポーランドではブドウの栽培やワインの製造は廃れてしまった。いっぽう大麦の生産は続いたためビールの文化は残った。18世紀終わりのポーランド分割によってポーランド文化圏の一部がロシア帝国の支配下に入るが、その後の19世紀を通じて、同様にロシアの支配下だったフィンランド同様、ウォッカのような強い酒をストレートで常飲する（それまでは悪習とされていた）習慣が広まった。これは共産主義化の時代（1945年 - 1989年）やその後の自由経済転換期（1990年 - 2004年）まで続いた。しかし現在のポーランドでは再びビールが主流となり、ウォッカは国内出荷が年々減少しているもののカクテルベースなどとして輸出市場の伸びが好調であるため、生産者は輸出を意識したボトルやパッケージに変更している。近年ではズブロッカのボトルデザインが変更された。

### スウェーデン
スウェーデンでウォッカは、スウェーデンの蒸留酒として1950年代まで指定されておらず、代わりにブレンヴィーンと呼ばれていた。ウォッカはスウェーデンで15世紀後半から製造され、17世紀代の総生産量はまだ少なかった。18世紀初めから生産は拡大された。しかし原料の穀物不足であった時期には幾度か製造が禁止された。
1960年代から無香料のスウェーデン産ブレンヴィーンがウォッカと呼ばれるようになった。初めてこのように呼ばれるようになった製品は、1958年にアメリカのマーケット輸出用に製造された「Explorer Vodka」であった。
1879年に誕生したアブソルート が1979年に世界に向けて販売された。スピリッツの中ではバカルディやスミノフに続く3番目に位置している。

### ウォッカをめぐる論争
- 1977年にポーランドはウォッカの起源と「ウォッカ」という名称の独占的使用権を主張し始め、当時のソ連と法廷闘争となった。ソ連国家機関の要請によりパフリョプキンは『ウォッカの歴史』を著し、ウォッカの起源を15世紀半ばのロシアと主張しポーランド側の主張を覆そうとした。ポーランド側は最初のウォッカとするゴシャウカ(Gorzalka)が16世紀半ば以前から作られていたという証明ができず、1982年に国際調停裁判所はウォッカの起源をロシアと認定し、ロシアのオリジナルアルコール飲料として宣伝の権利を認めた[3]。
- 欧州連合における、ウォッカの定義に関する議論を俗にウォッカ戦争という[9]。
  - 穀物、ジャガイモが原料のもの以外はウォッカとして認めない - ポーランド、スウェーデンなど
  - サトウキビやブドウが原料のものも認めるべき - イギリス、オランダなど

以上の二派に分かれ、5年の間議論が続けられた。議論は2007年12月17日に決着し、「原材料を明記することによって、ウォッカと認める」という結論で双方が合意した。

### 日本
ロシアの酒事情を初めて記述したのは、寛政5年（1793年）に蝦夷地（現北海道）へ水戸藩士である武石祐左衛門と木村謙次が視察にいった際、松前藩士やアイヌ人にロシア人について聞き取り調査をした記録『北行日録』（武石と木村の共著）内である。それによれば、「ロシアでは酒は国王家ばかりで造り、故に酒が少なく、しかも15年も過ぎてできあがるので、日本の酒米穀をうらやむ」（権力者による独占状態であった）と記している。
初めてウォッカを製造・販売したのは、ウクライナ系亡命ユダヤ人のミハイル・コーガンが創業した太東貿易である。ただし同業他社が登場したのですぐ撤退、その後は輸入やアミューズメント事業に方針転換、現在はゲーム会社のタイトーとなっている。
2022年4月12日、日本当局は同年2月24日に発生したロシアのウクライナ侵攻（特別軍事作戦）を受け、ウォッカを含む酒類についてロシアからの輸入を経済産業大臣の承認制とした。

## ウォッカの製法
ロシアウォッカの標準的な製法は以下のようになる。添加物と濾過工程の回数や順序は製品によって変わる。
蒸留
エチルアルコールの製造は国家が管理する蒸留所で行われる。まず、小麦またはライ麦を煮てフィルターにかけ、イーストを加えて醪を作り、連続式蒸留器にかける。そこから得られる96パーセントの精留エチルアルコールがロシアウォッカの元となる。エチルアルコールは国家規格により上から、リュクス、エクストラ、上精製の3つの等級に分けられる。等級の違いはフーゼル油濃度と蒸留回数によるが、必ずしも高級ウォッカにリュクスが使われるとは限らない。
加水
各メーカーは蒸留所からエチルアルコールを買い付け、アルコール度数が40度になるように水を使って薄める。使われる水は天然水や精製水など、様々である。
添加物
ウォッカにほのかな甘味を与えるために蜂蜜や果糖などの糖分を加える。また、微妙な風味の違いを与えるためになんらかの隠し味を加える。フレーバーウォッカの場合、色や香り、薬草などを加える。
濾過
ウォッカ製造の最も重要なプロセスとされる。伝統的で標準的な方法として白樺活性炭を使って濾過するが、新品の木炭と回収木炭の使い分けや、木炭以外のろ材や濾過の回数など各社にノウハウがある。
仕上げ
仕上げのフィルターを通したのちにボトリングし、出荷される。

## ウォッカの種類

### 穀物
ライ麦
ポーランド産が多い。
グレーン
色々な穀物を原料としたもの。
小麦
小麦をメインとしたもの。ロシア産とスウェーデン産に多い。
大麦
フィンランド産に多い。

### 穀物以外
ミルク
ミルク等から抽出した乳糖を原料としたもの。
フルーツ
ポーランド産、アメリカ産に多い。スモモやブドウが主に使われる。
じゃがいも
ポテトをメインとしたもの。ポーランド産、ノルウェー産、エストニア産に多い。
ビート（甜菜）
サトウダイコンをメインとしたもの。
モラセス
サトウキビの廃糖液をメインとしたもの。蒸留方法等によりラム酒にもなる。
フレーバード
生姜・唐辛子・パプリカ・ハーブ・レモン・フルーツ等で風味付けたもの、またはウィスキーと同じように樽詰め熟成したもの。ポーランド産に多い。ズブロッカ（ハーブ、この場合バイソングラス）、チェリーウォッカ（フルーツ、この場合サクランボエキス）、スタルカ（ライムの木の葉とリンゴの木の葉を微量加えて樫の樽に詰め、5 - 50年熟成）など。

## ウォッカの生産国と主な銘柄

### 東欧

#### ロシア
- カウフマン
ルクセンブルク出身の科学者マルク・カウフマン（ルクセンブルク語版）とホワイトホール・グループのCEOによって2000年に開始された銘柄のウォッカで『スーパー・プレミアム・ウォッカ』として扱われている。現在このブランドは世界中の高級レストラン、バー、クラブなどで提供されている
- グジェリカ
- クリスタル
- クレプカヤ
- サハリンスカヤ（Сахалинская） - サハリンのウォッカ。
- サルート ズラットグラヴァヤ（SALUTE ZLATOGLAVAYA / САЛУТЕ ЗЛАТОГЛАВАЯ）
- スタルカ（Starka / Старка） - ブランデーとのハーフブレンド。
- ストロワヤ（Stolovaja / Столовая) - ロシア語で「食卓の」を意味する。ロシア3大ウォッカの一つ。「スタローヴァヤ」。
- ストリチナヤ（Stolichnaya / Столичная） - 「首都の」を意味するウォッカ。ロシア3大ウォッカの一つ。ロシア語の発音に近くカタカナ転写すると「スタリーチナヤ」。
- スミノフ（Smirnoff）
創始者であるロシア人ピョートル・アルセニエヴィチ・スミルノフ（Pyotr Arsen'evich Smirnov / Петр Арсеньевич Смирнов）の名から命名。「スミルノフ」と表記されることも。ロシア皇室御用達の栄誉を受け、現在では世界No.1の販売量を誇る、正統派プレミアム・ウォッカ（ただし、メーカー本社はイギリスにあるディアジオ（Diageo）社であり、一般に流通しているものの大半は分家であるアメリカ産のものである）。2023年現在、日本向けは英国もしくは韓国の工場で生産されているものが流通している。
- バルティスカヤ（Балтийская）
「バルト（海）の」という意味。
- プーチンカ（ロシア語版） （Путинка）
ロシアにおいて2000年代後半に流行したウォッカブランドの1つである。2003年から醸造されており、2004年にはロシア市場でトップ3のベストセラーブランドとなっている。
- フラグマン（Flagman / Флагман）
「フラグマン」とは旗艦を意味するロシア語。『同種の中で最高の物』という含みを持たされるウォッカであり、クレムリン公式納入品目に指定されている。原材料にチョウセンゴミシの種子のエキスが用いられていることが特徴。2008年、ロンドンで開催された【インターナショナル・スピリッツ・チャレンジ】(International Spirits Challenge)にてゴールドメダルを獲得、そのゴールド受賞品から更に厳選され『ホワイトスピリッツ』(White Spirits)部門トロフィーを受賞するという快挙を誇る。
- ベルーガ（BELUGA）  
元々はチョウザメの一種であるオオチョウザメの英語名ならびこのチョウザメから獲れるキャビアの名称だが、ネーミングには「その最高級キャビアと飲むのがふさわしいプレミアムクラスのウォッカである」という意味が込められている。
- ペルツォフカ（Pertsovka / Перцовка） - 唐辛子が漬けてあるため、赤く辛い。
- ホワイトバーチ（White Birch Vodka）
シラカバの英語名を冠したウォッカ。天然シラカバの樹液が添加されている。このウォッカにはクランベリーのフレーバーが加えられたものも存在する。
- モスコフスカヤ（Moskovskaja / Московская） -  「モスクワの」ウォッカ。ロシア3大ウォッカの一つ。厳密な読みは「マスコフスカヤ」。
- ユーリー・ドルゴルーキー（Юрий Долгорукий）
- ロシアン・スタンダード（英語版、ロシア語版）（Russian Standard / Русский стандарт）
サンクトペテルブルク産。直訳は「ロシアの標準」であり、ロシア語読みでは「ルースキー スタンダールト」。上位種にルースキー・ブリリアントがある。ウォッカ類では高級品として扱われており、現地の人々も滅多に口にしない代物とされている。

#### ウクライナ
- スラヴァ
- ネミロフ
- ナレヴァイコ
- ミールナ（Мірна / Мѣрна） - ウクライナ語の意味「厳選された」。

#### エストニア
- ヴィル・ヴァルゲ（Viru Valge）

#### リトアニア
- サマネ

#### ブルガリア
- バルカン（Балкански） - アルコール度数が88°で、スピリタスに次いで高いものとなっている。

#### モルドバ
- ファイヤースターター（FireStarter Vodka）

### 北欧

#### フィンランド
- フィンランディア（Finlandia）
- コスケンコルヴァ（Koskenkorva）

#### スウェーデン
- アブソルート（Absolut）
- レベル（Level）
- スヴェードッカ（Svedka）
- ケープ・ノース（Cape North）
- レナート（Renat）
- カールスソンズ（Karlsson's）
- ピンキー・ウォッカ（Pinky Vodka）
- ピューリティ・ウォッカ（Purity Vodka）

#### ノルウェー
- ヴィーキングフィヨルド（Vikingfjord）

### 中欧

#### ポーランド
ポーランドのウォッカは、主にプレミアムクラスはライ麦、スタンダードクラスはジャガイモや果物などを原料としているものが多い。ポーランドでは中世の昔から、ピュアウォッカ（ヴトゥカ・チスタ、wódka czysta）だけでなく、ハーブ・スパイス・香木・果物などで香りをつけたフレーバード・ウォッカ、フレーバード・ウォッカの一種で原料のライ麦の香りを残したまま木の樽（ワイン樽）で熟成させるスタルカ（英語のオールドと同じ意味）も多数製造されている。
主なウォッカは以下のとおり。この他にも多数のブランドがある。
- ズブロッカ（ジュブルフカ）（Żubrówka）
- ヴィセント・ウォッカ（英語版） - ズブロッカと同様のフレーバードウォッカ
- アブソルベント（ABSOLWENT）
- スピリトゥス（スピリタス）・レクティフィコヴァヌィ（Spirytus Rektifikowany）
- ベルヴェデール（Belvédére）
- ヴィボロヴァ（Wyborowa）
- エクストラ・ジトニア（Extra Żytnia）
- チェリーウォッカ（ヴィシニュフカ）（Wiśniówka）
- オジェフフカ（Orzechówka）
- ショパン・クラシック（Chopin Classic）
- ショパン・ブラック（Chopin Black）
- マクシムス（Maksimus / Maximus）
- ダンスカ（Dańska）
- コペルニクス
  - シーズンド（Copernicus seasoned）
  - ピュア（Copernicus pure）
- サクセス（Sukces）
- トルンスカ（Toruńska）
- シリヴォヴィツァ・ポルスカ（Śliwowica polska）
- ジギスムンドゥス・III・ヴァーサ（Sigismundus III Vasa）
- アルペイスカ（Alpejska）
- アマトル（Amator）
- チスタ（Czysta）
- グローバル・ライト（Global Light）
- グランド・マキシマム（Grand Maximum）
- マゾヴィェツカ・ジトニア（Mazowiecka Żytnia）
- ミレニアム（Millenium）
- スピリトゥス（スピリタス）・ドモヴィ・チスティ（Spirytus Domowy Czysty）
- ウニヴェルスム（Uniwersum）
- ズウォタ（Złota）
- ゾジャ（Zorza）
- アップルウォッカ（ヤブウコ）（Jabłko）
- クジェスカ（Krzeska）
- ワゴドナ（Łagodna）
- ルプチック（Lubczyk）
- トゥンドラ（Tundra）
- ウニヴェルスム・ブラックカラント（Uniwersum Black Currant）
- ウニヴェルスム・ブラックカラント・ホワイト（Uniwersum Black Currant Biała）
- スタルカ
  - スタルカ10年（Starka 10）
  - スタルカ15年（Starka 15）
  - スタルカ20年（Starka 20）
  - スタルカ25年（Starka 25）
  - スタルカ30年（Starka 30）
  - スタルカ50年（Starka 50）
- シャンベラン（Szambelan）
- ポモルスカ（Pomorska）
- ポモルスカ・ゴーシュカ（Pomorska Gorzka）
- ヴィルトゥオズ（Wiltuoz）
- ドヴル・アルトゥサ（Dwór Artusa）
- ジャズ（Jazz）
- バルサム・ポモルスキ（Balsam Pomorski）
- バルサム・ポモルスキ・ス・ジュラヴィナ（with クランベリー）（Balsam Pomorski z Żurawiną）
- グダンスキ・スピリトゥス（スピリタス）（Gdański Spirytus）
- スタロガルヅカ（Starogardzka Wódka）
- ヴィクトリー（Victory Vodka）
- ヴトゥカ（ウォッカ）・グダンスカ（Wódka Gdańska）
- ビャワ・ダーマ（Biała Dama）
- ポロネーズ・ブラックラベル（Polonaise）
- ポロネーズ・ブルーラベル（Polonaise）
- ワンツト（Łańcut）
- ハルナシ（Harnaś）
- ツェーケー（シーケー）（CK）
- プロ・ポローニア（Pro Polonia）
- ポルカ（Polka）
- クラコヴィア・クラシック（Cracovia Classic）
- クラコヴィア・シュープリーム（Cracovia Supreme）
- タトラ（Tatra）
- フィドラー（Fiddler）
- クラコフスカ・ヴトゥカ（Krakowska Wódka）
- プシェプランカ・クラクフスカ（Przepalanka Krakowska）
- スピリトゥス（スピリタス）・クラコフスキ（Spirytus Krakowski）
- クラクス（Krakus）
- ルクスソーヴァ（Luksusowa）
- パン・タデウシュ（Pan Tadeusz）
- シヴハ（Siwucha）
- ソプリツァ（Soplica）
- ジョウォンドコヴァ・ゴーシカ（Żołądkowa Gorzka）

#### スロヴァキア
- ダブル・クロス（Double Cross）
- V44

### その他の地域

#### ヨーロッパエリア
- ケテルワン（Ketel One、オランダ）
- モノポロヴァ（Monopolowa、オーストリア）
- グレイグース（Grey Goose、フランス）
- シロック（Ciroc、フランス）

#### アメリカエリア
- アイスバーグ（Iceberg、カナダ）
- エバークリア（EVERCLEAR、アメリカ）
- クレーター・レイク（Crater Lake、アメリカ）
- スカイウォッカ（SKYY Vodka、アメリカ）
- ダイアモンド100（Diamond 100、アメリカ）
- デビルズ・スプリングス（Devils Springs Vodka、アメリカ）
- フードレ（FOU-DRÉ、アメリカ）[12]
- マザマ（Mazama、アメリカ）

#### アジアエリア
- 白（HAKU、日本）
- 奥飛騨ウォッカ（Okuhida Vodka、日本）
- オゾン（озон、キルギス）

#### オセアニアエリア
- 42ビロウ（42 Below、ニュージーランド）

## ウォッカベースのカクテル
一般的なウォッカは固有の風味がほとんど無く、酒の自己主張を抑えながらアルコール度数の高いカクテルに仕上げることができる。そのため高い度数による効きの強さに由来して名が付いたものがしばしばある。また、 缶チューハイの一部製品にはウォッカベースのものがある。

## 備考
- ロシア人男性の平均寿命は63歳で、これは開発途上国並みの水準である。この原因の一つとして、ウォッカの飲み過ぎが挙げられている。ロシアがん研究センターや英国オックスフォード大学がランセットで発表したところによると、ロシア人の死亡率はウォッカの規制とともに変動してきたと指摘している[13]。